# Gátai Róbert
Gátai Róbert (Budapest, 1964. május 26. –) olimpiai és világbajnoki bronzérmes magyar tőrvívó.